# Método de Winkler

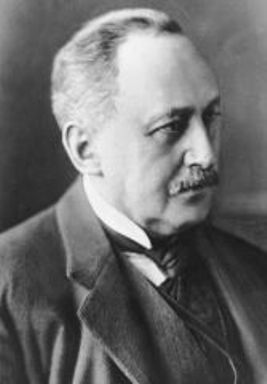
Lajos Winkler (1863-1939). Químico húngaro que puso a punto el método de análisis de oxígeno que lleva su nombre.

El método de Winkler es un procedimiento de análisis volumétrico utilizado para la determinación cuantitativa del oxígeno disuelto en muestras de agua. Consiste en fijar el oxígeno en el mismo momento de la toma de muestra, para lo cual se añade sulfato de manganeso(II) junto con una disolución alcalina de yoduro potásico. La acidificación de la muestra así tratada,  genera una cantidad equivalente de yodo, cuya valoración permite determinar el contenido de oxígeno en la muestra. Se trata, pues, de una determinación indirecta del contenido de oxígeno, en la que se encuentra involucrado el yodo (yodometría).  

## Introducción
Desde el punto de vista medioambiental, la cantidad de oxígeno disuelto en los medios acuáticos (lagos, lagunas charcas, etc.) es una medida de la calidad de tales masas de agua, pues muchos de los organismos acuáticos no pueden sobrevivir con concentraciones de oxígeno en agua por debajo de 4 mg/L. El oxígeno presente en estos medios acuáticos puede proceder de la disolución del oxígeno atmosférico, sobre todo si el agua se encuentra en constante agitación, como ocurre en los ríos de montaña, o puede proceder de la actividad biológica de los organismos autótrofos presentes en el agua, ya que el fitoplancton y las macroalgas presentes producen oxígeno a través de la fotosíntesis. Por el contrario, las bacterias y los organismos eucariotas (zooplancton, peces, etc.) consumen este oxígeno a través de la respiración celular. El resultado de estos mecanismos aportadores y consumidores de oxígeno, son los que determinan la concentración final de oxígeno disuelto y por consiguiente la calidad ambiental de la masa de agua en cuestión. Por otro lado, la presencia de determinados contaminantes también afecta al contenido de oxígeno disuelto, sobre todo los contaminantes de origen orgánico como proteínas, azúcares y ácidos grasos, habitualmente presentes en las aguas residuales procedentes de poblaciones, explotaciones ganaderas, etc.. La presencia de estas sustancias hace que proliferen ciertas bacterias aerobias, consumidoras de oxígeno.
La determinación de este parámetro de calidad del agua natural se puede llevar a cabo “in situ” mediante el empleo de oxímetros dotados con sensores de oxígeno, como el electrodo de Clark o el de Mackerseth, o puede realizarse en el laboratorio, mediante la valoración volumétrica conocida como método de Winkler, por ser el químico húngaro Lajos Winkler (1863 –1939), quien puso a punto el método en 1888, mientras preparaba su tesis doctoral en la Universidad de Budapest.  

## Fundamento
El método de Winkler consiste en fijar el oxígeno disuelto en el agua mediante la adición de una sal de manganeso(II), generalmente el sulfato (MnSO4), que deberá estar en medio básico y acompañado de yoduro potásico (KI) y de azida. La adición de estos reactivos se hace inmediatamente tras la toma de la muestra. Para la toma, se emplea un frasco especial, conocido como botella de Winkler, de volumen perfectamente conocido y que dispone de un tapón diseñado de forma que evita el atrapamiento de burbujas de aire, lo que alteraría el resultado del análisis. La muestra así tratada y envasada, puede ser transportada hasta el laboratorio para el posterior análisis, el cual debe llevarse a cabo dentro de las seis horas siguientes a la toma de la muestra.
Este proceso de toma de muestra y reacción con Mn(II) recibe el nombre de “fijación del oxígeno” ya que el oxígeno que se encuentra en el agua lo oxida a Mn(IV) y queda fijado como dióxido de manganeso (MnO2), que es un precipitado de aspecto pardusco.
{\displaystyle {\ce {2Mn^2+ + 4OH- + O2 -> 2MnO2(s) + 2H2O}}}
Una vez que la muestra se encuentra en el laboratorio, se acidifica con ácido sulfúrico concentrado, con lo que el dióxido de manganeso se reduce nuevamente a manganeso(II), liberando el oxígeno, que al encontrarse en medio ácido, reacciona con el yoduro presente, oxidándolo a yodo (I2):
{\displaystyle {\ce {MnO2(s) + 2I- + 4H+ -> Mn^2+ + I2 + 2H2O}}}
El yodo liberado se valora, seguidamente, con una disolución patrón de tiosulfato sódico utilizando almidón como indicador:
{\displaystyle {\ce {I2 + 2S2O3^2- -> S4O6^2- + 2I-}}}
La presencia de azida en el reactivo de fijación, junto con el manganeso(II) y el yoduro, es una modificación del método original, introducida para evitar la interferencia de los nitritos, habitualmente presentes en la mayoría de las aguas naturales.
{\displaystyle {\ce {NO2- + N3- + 2H+ -> N2 + N2O + H2O}}}

## Cálculo del contenido de oxígeno
Puesto que se trata de un método indirecto, para realizar los oportunos cálculos y poder establecer el contenido de oxígeno en la muestra original, es preciso establecer la reacción global a partir de las reacciones intermedias. De acuerdo con las reacciones anteriores, se tiene que un mol de oxígeno genera dos moles de dióxido de manganeso, que tras la acidificación generarán otros dos moles de yodo lo que implica que se requieren cuatro moles de tiosulfato para oxidarlo a ion yoduro:
1 mol de O2  →  2 moles de MnO2 →  2 moles de I2 → 4 moles de S2O32−
o también:
{\displaystyle {\ce {4S2O3^2- + 4H+ + O2 -> 2S4O6^2- + 2H2O}}}
Es decir,  cuatro moles de tiosulfato de la valoración final equivalen a un mol de oxígeno en el agua de la muestra original. Con base en esta relación estequiométrica, se puede establecer una ecuación matemática que simplifique los cálculos
{\displaystyle O_{2}(mg/L)={\frac {M\cdot V\cdot 8000}{Vm}}}
donde M es la concentración molar del tiosulfato patrón, V el volumen gastado en la valoración, expresado en mL y Vm el volumen de muestra, también expresado en mL.
Los resultados del análisis se expresan en mg de O2 por litro de muestra, aunque en algunos casos también se expresan como porcentaje de saturación. Sin embargo, esta forma de indicar el resultado final está cayendo en desuso, ya que la saturación de oxígeno en el agua depende de la temperatura, de la presión atmosférica y de la salinidad de esta y no siempre es fácil de establecer.